# 香港居留權爭議

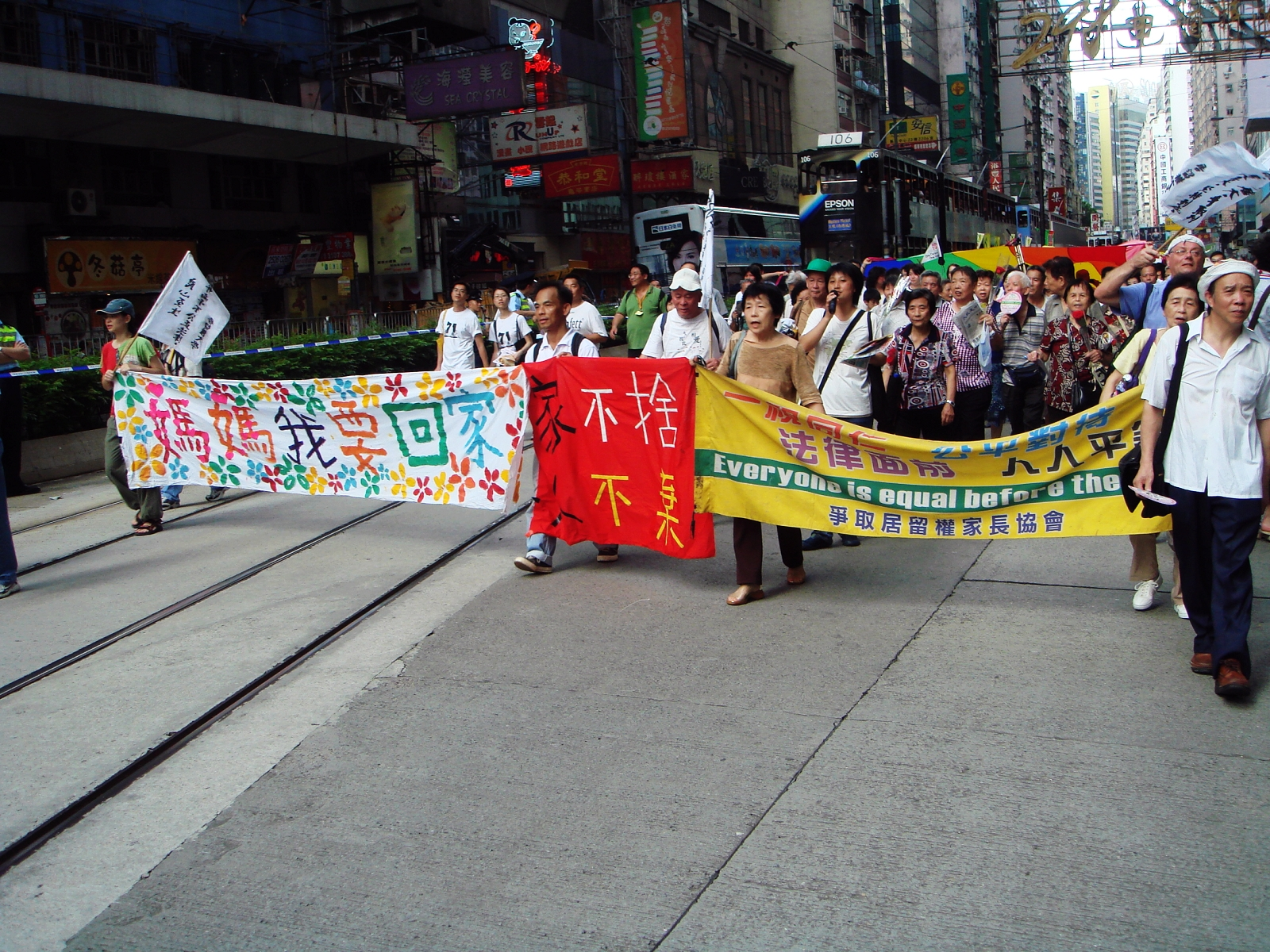
2008年七一遊行

香港居留權爭議泛指基於《香港特別行政區基本法》第24條的實施，香港永久性居民在中國大陸分娩的子女及沒有香港居留權的中國公民在香港出生的子女，可於1997年7月1日香港主權移交後獲得香港永久性居民身份，造成香港人身份危機及香港社會對居留權期望產生巨大落差而引發的法律與政治爭議。這爭議對社會影響甚久，並無法單靠本地立法解決。
爭議主要參與者包括：
- 中华人民共和国中央人民政府和香港特别行政区，以及堅持法院犯錯的強烈意見；
- 香港永久居民子女而受居港權證明書影響，與及相關社會組織代表（如居港權家長會）；
- 父母皆非香港永久居民而在香港出生的中國籍嬰兒（雙非問題），只參與法律爭議，並無社會組織；
- 對人大釋法，或維護法律與司法莊嚴有強烈意見，認為終審法院判決正確，維護了香港的人權和司法獨立（如大律師公會）；
- 擔心出現香港人身分危機或擔心損害香港各資源的強烈意見者（如爭取本港孕婦權益大行動）。

## 背景

### 殖民地時期情況
1980年10月23日，香港政府放棄抵壘政策而實施即捕即解政策，因而產生「香港居民」與「非香港居民」之差別。香港永久性居民在中华人民共和国實際管治範圍內所生的子女，未必獲准定居香港。有關人士須向中華人民共和國各地公安機關申請《前往港澳通行證》（俗稱「單程通行證」或「單程證」），才獲在港居留。隨著中國大陸與香港往來日趨密切，不少中國大陸人都在香港生育子女，而且希望他們得到香港居民資格。

### 中英聯合聲明
中英聯合聲明附件一乃中華人民共和國中央人民政府對香港的基本方針政策，其中第十四段的說明如下：

在香港特別行政區有居留權並有資格按香港特別行政區的法律獲得香港特別行政區政府簽發的載明此項權利的永久性居民身份證者為：在香港特別行政區成立以前或以後在當地出生或通常居住連續七年以上的中國公民及其在香港以外所生的中國籍子女；在香港特別行政區成立以前或以後在當地通常居住連續七年以上並以香港為永久居住地的其他人及其在香港特別行政區成立以前或以後在當地出生的未滿二十一歲的子女；以及在香港特別行政區成立前只在香港有居留權的其他人。

中央人民政府授權香港特別行政區政府依照法律，給持有香港特別行政區永久性居民身份證的中國公民簽發中華人民共和國香港特別行政區護照，並給在香港特別行政區的其他的合法居留者簽發中華人民共和國香港特別行政區其他旅行證件。上述護照和證件，前往各國和各地區有效，並載明持有人有返回香港特別行政區的權利。⋯⋯

如此的定義很快就被察覺為過闊，因此吸取教訓，在1987年4月13日訂立中葡聯合聲明時所訂立的定義，已大大減少出現澳門居留權爭議的可能。
於吳嘉玲案的判決中提到，政府代表律師指中英聯合聯絡小組曾就聲明中上述條文中，「及其在香港以外所生的中國籍子女」一節達成共同理解的協議，並且指該條文應被如是理解。但是，政府代表律師並無向法院提出有關文本或證明可供法院檢查，造成至今真偽未辨。之後經政府網頁發布的傳聞指該解釋為中英聯合聯絡小組1993年笫二十四次會議所作出的。依其傳聞，「中國公民在香港以外所生的中國籍子女享有香港特別行政區居留權規定」應被理解為：

在香港特別行政區成立以前或以後在香港以外出生的中國籍人士，其出生時，如父母任何一方是在香港有居留權的中國公民，其本人即可享有香港特別行政區的居留權。

這個解釋與原文所表達的意思相當不同。

### 香港永久居民的權利
「居留權」一詞最先見於中英聯合聲明，並於1987年7月1日納入為香港法律的名詞，留意無人在此日之前已經得到香港居留權。香港永久居民的身份，师承英国的居留權法律原意 (英文为Right of Abode)。1983年以后，英国居留權等同于英国公民权。在英国国籍法里，居留權强调不受移民法或政府随意控制的身份，尤其是指出入境，迁徙和工作等权利；而美国或中国的外籍永久居民（英文为Permanent Resident)身份，仍然受到所在国移民当局的管控。因此，香港特别行政区居留權受基本法保护，目前没有可以任意或合法剥夺永久居留權的法律条文或认定的执法部门。
不論在香港主權移交前或後，在入境條例下，香港永久性居民擁有香港居留權（本文稱為居港權），包括下列權利：
- 香港特別行政區的入境權；
- 在香港特別行政區不會受任何逗留條件（包括居留期限）的限制；
- 不得被遞解離境；及
- 不得被遣送離境。

以上規定與中英聯合聲明附件一的「有返回香港特別行政區的權利」相對應。

### 基本法
《香港特別行政區基本法》第24條第1段，為香港永久性居民（不一定擁有中華人民共和國國籍）的資格下了定義，頭三點包括：
1. 在香港特別行政區成立以前或以後在香港出生的中國公民；
2. 在香港特別行政區成立以前或以後在香港通常居住連續七年以上的中國公民；
3. 以上兩項所列居民在香港以外所生的中國籍子女；（其餘省略）

除了句式上的改動外，此定義與中英聯合聲明附件一的內容一致。
基本法第159條包括以下一段：
本法的任何修改，均不得同中華人民共和國對香港既定的基本方針政策相抵觸。
換句話說，除非修改基本法把上段除去，又或者修改中英聯合聲明（兩者都非邏輯上不可能，只是其政治意味極強，因為所謂「五十年不變」是最少上述基本方針政策不變），否則，不論如何修改基本法第24條，其行文都必須包括中英聯合聲明附件一上述有關的部分。

### 九七年前之認知與應對措施
基本法草委已留意到基本法對香港永久居民之定義與既有殖民地立法不一，導致很可能有若干人士在殖民地下並非香港永久居民，而在香港主權移交後成為香港永久居民的情況。然而，他們認為基本法應該確立中國政府對香港的基本方針政策，在此法律條文上並無可改善之餘地。
1996年8月10日，中华人民共和国全国人民代表大会香港特别行政区筹备委员会第四次全体会议通过《全國人民代表大會香港特別行政區籌備委員會關于實施<中華人民共和國香港特別行政區基本法>第二十四條第二款的意見》阐述了24条立法原意，其中第一条即为：
一、基本法第二十四條第二款第（一）項規定的在香港出生的中國公民，是指父母雙方或一方合法定居在香港期間所生的子女，不包括非法入境、逾期居留或在香港臨時居留的人在香港期間所生的子女。
此后，在99、01年两次释法中都明确了该意见的法律地位。
但相较于澳门特区通过8/1999号法律将类似的筹委会意见固化为法律，香港只通过入境条例的方式处理，并最终造成庄丰源案中出现的合宪性争议。
在1997年7月或之前，香港不論殖民地政府或後者的特區政府，都認為約有66,000名年齡在20歲或以下的中國居民根據基本法廿四條（三）款合資格取得香港居留權。當時政府的規劃只考慮20歲或以下的合資格人士，20歲以上的並不考慮。因此中英政府協定增加單程證配額，由94年的每天來港75人逐步增加至95年150人，其中每天來港60人配額劃定為合乎基本法廿四條（三）款的20歲或以下中國居民專用，以圖減少到主權移交日基本法生效時香港居民定義增加的事宜。
香港社區組織協會表示當時單程證審批制度不以家庭為單位，腐敗與任意性，與及未考慮到滿足基本法要求所需的社會配套措拖。然而，中國與香港殖民地政府未有正視這些觀點，導致日後爭議擴大。當時的做法只有加大單程證配額數量，雖然略為減少了「準香港人」的人數，但單程證審批不以家庭為單位，加上題目實在太迫切，改善程度根本是杯水車薪。
另外政府沒有就基本法廿四條（一）款評估。在莊豐源案之前，政府從未留意廿四條（一）款的文字意思與他們的政策理解相當不同。

## 爭議之觸發
由於殖民地時代的入境條例與《香港特別行政區基本法》第24條第1段等的規定有所差異，不少以往於殖民地時代需要申請單程通行證的人士，而其父母為香港永久性居民，於1997年7月1日後擁有進入香港與及不被遞解不被遣反的權利。在七月第一個星期，約有400人向入境事務處自首，並向時任處長葉劉淑儀聲稱基於第24條第1段擁有香港永久居民身份。
政府的態度是拒絕给予他們永久居民資格的證明，擔心有66,000子女是同類例子可以無需申請單程證來港，所以他們與同類人士被泛稱為「無證兒童」，不論他們是否兒童或已成年。基於入境處此做法在法理依據上可被質疑，時任保安局局長黎慶寧認為有必要修改現有的入境條例。

### 緊急立法與居港權證明書
1997年7月9日，香港政府向臨時立法會提出入境條例修訂條例，重點包括：
- 香港永久居民所生的中國籍非婚生子女，如欲以基於基本法為由成為香港永久居民，必須提出證明
- 上段證明的實施方法為居港權證明書，由香港政府簽發再交由中國中央政府並附加於單程證上
- 香港永久居民在外國所生或擁有外國國籍的非婚生子女不受此限，只需要居港權證明書與及外國發出有效的旅行證件
- 香港永久女性居民所生的非婚生子女不受此限
- 此立法具追溯力，猶如於1997年7月1日生效一樣。

此修訂條例稱為「1997年入境（修訂）（第5號）條例 （页面存档备份，存于）」。臨時立法會只作出簡短的審議，便於同日一口氣三讀這些修訂條例。此修訂爭議甚巨，包括對於中港家庭的打擊，在刑法不溯及既往等法律原則上，與及政治威信上。
另外，此立法的範圍亦被視為歧視性，特別針對香港永久男性的居民，與及特別針對在中國大陸所生的非婚生子女，而且未考慮到香港與中國大陸都有相當多婚姻並無正式法律紀錄。子女是否婚生並非他們可控制的事，針對婚生與否的特性訂立歧視，給予非婚生子女較差的待遇，亦很難解釋成合理。
政府認為立法的追溯力是必要的，以避免在無證兒童的來港日期上有所爭拗，因為只要無證兒童一方有人證或其他證明，政府是非常難於提出反證的。在臨時立法會7月9日的會議中，保安局局長提到「如果在今天或明天或以後的日子之內，有大量非法入境的人，聲稱他們是本條例草案生效前來到香港，而又有其他人佐證，我們是很難提出反證，證明他們在本條例草案生效之後才來香港的。」
這個做法立即受到人權關注團體反對，香港人權監察一份會訊指緊急立法分化香港，侵犯憲法權利與及傷害香港法治。

### 吳嘉玲案
吳嘉玲在父親代表下於1997年7月10日於高等法院指入境條例有關修訂違憲。據誓章稱吳嘉玲於1997年7月初來港，她的來港方式在法律修訂前並不算偷渡罪，但在經修訂後，她的行為被後來的法律追溯成為犯罪。這一點是她指稱違憲的其中一個理由。
其後同樣提出司法覆核的人士增多，所以在興訟與訟兩方同意下，法院決定選出代表興訟人，而其他申訴人依情況被歸納為其中一個或多個代表興訟人之中。此案的代表為吳嘉玲，吳丹丹（兩者都不是由法援署協助下興訟），徐權能（立法前來港代表，成人代表，不能依家庭團聚為申請單程證代表），張麗華（非婚生子女代表，立法後來港代表，逾期居留代表）。
同期間，入境處企圖盡快遣返未申請司法覆核的人士。部分被補人士亦指入境處的拘留為非法，要求申請人身保護令狀，獲得高等法院接納。入境處其後停止同類做法，讓被捕人士知道可有法律申訴的機制。另外，因為無證兒童的父或母其中一方不是基本法指定下的香港永久居民，為了子女訴訟而逾期居留，入境處不時派人搜查居所並拘捕他們。
因為在高等法院開審後，不斷有無證兒童父母向法律援助署（法援署）查詢提出司法程序的法援，法援署在得到入境處同意暫停拘補法援申請者下，向有意申請法援發信表示他們暫時無需提出司法程序或申請法援。也有些無證兒童父母擔心他們自身會被遣返，或其子女會於司法程序敗訴後遣返，所以從未到過司法機關或法援署提出任何實質要求，而事實證明（見下「應免受釋法影響的範圍」一段）他們的司法權利最終受損。

### 法院合憲審查
高等法院原訟庭祁彥輝法官認為法院有責任作出合憲性審查，以確定吳嘉玲等人的司法覆核申訴是否有理。他亦裁定居港權證明書並無違反基本法，但同意在解釋基本法時，「所生子女」包括「非婚生子女」，而且認為只限制男性居民的子女而不限制女性居民的子女等性別歧視的條文是違反基本法。
在上訴期間，因為興訟代表律師提出，修訂條例的追溯力導致一些在立法前來港的無證兒童，被法律追溯為犯上偷渡罪，違反國際人權法案的刑事不追溯原則。香港政府的代表律師向高等法院上訴庭保證，永不追究此批無證兒童的偷渡罪行。上訴庭接納此保證為合理解釋，並在多個事宜維持原判，裁定居港權證明書並無違憲。
1999年1月，香港終審法院對吳嘉玲案作出判決，令香港永久性居民所生子女都享有居港權，不論婚生或非婚生，不論有否單程證，亦不論是否生於中國大陸。其中重點包括（不包括法院權限與的法律觀點，法院釋法權與其他憲法層面觀點）：
- 各申訴人就是香港永久性居民；基本法22條的「中國其他地區的人」並不包括港人所生子女。
- 各申訴人在出生時其父母是否已得到香港永久居民資格，與及各申訴人是否已經成年，與其永久居民資格無關。
- 居留權證明書規定不違憲，但不得規定需貼在單程證上，在施行時不能無理拖延香港永久性居民行使居留權。
- 此條例的追溯力是違憲的。吳嘉玲在來港時並沒有犯偷渡罪，只是被後來的立法推定為犯罪，縱使她得到永不刑事追究的保證，這都造成民事上的不公平，例如她可以被他人說成為偷渡犯，在誹謗法上她的法律追究權利會被貶損。
- 此法例在子女是婚生與否方面的歧視是違憲的。代表張麗華是非婚生子女，其父母為事實婚姻，只是沒有註冊，而中國亦一直盛行事實婚姻[11]。張麗華的母親在她出生後第二日死去，所以無法令張麗華成為婚生子女，此條例根本剝奪了張麗華及其他被代表者的香港永久居民資格。

部分建制派人士（包括宋小莊、蕭蔚雲）質疑，法院合憲性審查權的法源或合理性，與及質疑法院對基本法22條無需全国人大常委会解释基本法的認定。
香港法律界普遍認同香港法院有法定權力對香港法例作合憲性審查，但對全国人大或全国人大常委会的立法行為作合憲性審查的權力則受質疑。

### 案後的初步認知
在終審法院對基本法第24條作出解釋後，政府認為原有66000人的估計不能與本判決相對應（特別是成年人亦可成為香港永久居民的子女一點），有需要重新評估有多少未能依殖民地法律，但憑籍《基本法》成為香港永久居民的中國公民。
1999年，時任保安局局長葉劉淑儀在立法會指出政府統計署以「抽菲林筒」方法再加上其它推算，估計在10年內會有167萬人可從中國移居到香港，這將會為香港社會帶來沉重的人口壓力。
5月6日，行政長官董建華在立法會答問大會上說：「167萬人十年之內全部來港，後果是不堪設想的，社會顯然很難承受因終審法院的裁決而帶來的人口壓力」，並謂「多年以來透過香港人的努力，我們已逐步將香港的生活質素提高，我們不可以讓這些成果付諸流水」。同日，政府向立法會提交〈終審法院對居留權事宜的裁決：服務評估〉，指出香港未來10年因此需要興建數目龐大的學校、公屋和醫院等基建設施和負擔福利開支，涉及額外7100億港幣財政預算（相等於政府當時庫房約4000億儲備近兩倍之鉅），並且每年需要330億額外經常性開支運作。該文件仔細地描述了167萬新移民為香港所帶來的鉅大衝擊，由於他們多屬低學歷和低收入，所以極有可能會加重政府負擔、拖慢香港發展以知識型經濟為本的轉型和令香港的生活質素倒退。
然而，「167萬」這個數字被一些政界人士指為誇大，推算過程所用的方法亦受質疑。亦有學者批評政府以製造恐慌手法影響公眾輿論，而不是作理性分析。
以下粗略說明「167萬」之分類：
- 第一代婚生子女約172,000人，第一代非婚生子女約520,000人；合計692,000
- 第二代婚生子女約338,000人，第二代非婚生子女約645,000人；合計983,000

對於無證兒童及其家長而言，他們對基本法給予他們居留權的合理期望，經歷很困難的抗爭下得到實現（但後來被人大釋法改變），成為社會運動的範例之一，以後不少社會運動與及個人抗爭都連帶包括司法覆核程序。

## 全國人大常委會解釋基本法
由於吳嘉玲案是終局判決，而特区政府又急於改變這個現實，所以出現修改基本法與及重新解釋基本法的論述。在諮詢部分學者後，認為兩個做法各有缺點。
修改基本法第24條的缺點有：
- 容易聯想成為基本法條文本身的漏洞
- 香港主權移交後兩年便修改基本法，有損基本法的莊嚴與穩定性
- 修改基本法必需依據第159條的程序而行，所需時間甚長
- 修改基本法第24條有關條文，很大機會違反基本法第159條不得與「基本方針政策相抵觸」之規定，仍然有違憲爭議

重新解釋基本法的缺點有：
- 湯家驊引用《論立法解釋》[23]「筆者認為不能公開允許和提倡以解釋法律來代替修改法律，否則會對法制的權威和統一產生不利影響。」[24]
- 容易聯想成為司法系統或機構上的錯誤，因為這否定司法機構對基本法的解釋
- 解釋程序只聽取興訟兩方的一方之論述，造成真實的不公平
- 政府提出的解釋方案，內容程度如偏離字面理解，大眾將難以對法律條文作合理期望。另外中國的法律解釋需合乎語法解釋，邏輯解釋，系統解釋，歷史解釋四個元素，湯家驊指出是次釋法違反首三個元素[24]，即是語法解釋不通，邏輯解釋不通，系統解釋不通
- 「立法原意」觀念虛無，法律若需依立法原意作解釋，大眾將難以對法律條文作合理期望，而且美國最高法院在布朗訴托皮卡教育局案中已判定釋法者不可能知道所謂的「立法原意」，所以不應予以考慮

1999年5月18日行政長官會同行政會議決定將提請第一次全国人大常委会解释基本法。雖然依政府推斷數字，兩代非婚生子女高達116萬人，但考慮到中港兩地法律都不歧視非婚生子女，都視非婚生子女與婚生子女有相同法律權利，所以不把「非婚生」納入解釋範圍。1999年6月10日國務院通知香港政府已收到全国人大常委会解释基本法的提請。
根據《基本法》第158條，全國人民代表大會常務委員會授權香港特別行政區法院在審理案件時對本法關於香港特別行政區自治範圍內的條款自行解釋。香港法院在審理案件時需要對基本法關於中央政府管理的事務或中央和香港關係的條款對行解釋，而該條款的解釋又影響案件判決，終審法院應請全国人大常委會要求解釋。该条款据此对香港法院解释基本法的权利进行了限制，但并未限制其它个体提请释法，也并未限制全国人大常委会主动释法。特區政府直接向國務院提交報告，請求全国人大常委会解释基本法，因而繞過了法院，部分人士认为该举动涉嫌違反基本法，引起了香港社會的爭議；而且因為在香港沿用的普通法制度中，解釋法律是法院獨有的權力。此舉被部分人士批評為特區政府以行政干預司法，破壞香港的司法獨立，對法治缺乏尊重。

### 釋法內容
1999年6月26日，時任保安局局長葉劉淑儀聯同時任律政司司長梁愛詩向全國人大常委會尋求釋法。全國人大常委會對《基本法》作出全面的解釋，內容如下：
1. 常委會有權根據第158條第1款作出‘有關解釋’
2. ‘有關解釋’是對《基本法》第22條第4款和第24條第2款第（3）項作出的有效和有約束力的解釋，香港特區法院有責任依循。
3. ‘有關解釋’的效力是：
  - 根據第22條第4款，各省、自治區、直轄市的人，包括第24條第2款第（3）項所指的人，不論以何種事由要求進入香港特區，均須依照國家有關法律、行政法規的規定，向其所在地區的有關機關申請辦理批准手續，並須持有有關機關製發的有效證件方能進入香港特區。
  - 有關人士要或為第24條第2款第（3）項所指的永久性居民，在其出生時，其父母雙方或一方必須是第24條第2款第（1）項或第24條第2款第（2）項所指的永久性居民。
4. ‘有關解釋’由1997年7月1日起生效。

根據全國人大常委會的解釋，在出生時父或母都未成為香港居民的人士沒有居港權，香港政府認為此解釋使有權來香港的人數減至20萬，此數字比起未釋法前的估計第一代港人在中國所生子女（69.2萬）遠遠為少。
基於全國人大常委會是政治機關而不是「獨立無私之法定管轄法庭」，多個機構關注就一宗司法訴訟作出政治解釋有違公民及政治權利國際公约第14條，有關「任何人⋯因其權利義務涉訟須予判定時，應有權受獨立無私之法定管轄法庭公正公開審問。」一段（中华人民共和国并非该公约缔约国）。關注者包括聯合國人權委員會（於CCPR/C/SR.2351於第70段內，委員會主席表示繼續關注過去全国人大常委会解释基本法違反公約第14條），香港人權監察及香港民主黨等。

### 應免受釋法影響的範圍
雖然全国人大常委会對基本法作出解釋，但終審法院對吳嘉玲案的原有判決仍然有效，而且因為入境處同意他們是代表案例，而且法援處曾要求求助者無需急於申請法援，所以判決不單止對代表興訟人有效，對「被代表」興訟人亦應有效，理應不受全国人大常委会解释基本法所影響。「被代表」的範圍有多大，各方反應不一。
入境處在1999年6月26日宣布「宽免政策」，承認「被代表」的範圍包括：在1997年7月1日至1999年1月29日期間來港，並曾向入境處處長聲稱有居港權的人士，而處長又有他們的聲稱記錄。據入境處統計，因宽免政策而不受全国人大常委会解释基本法影響的，約有3700人。
但是居港權爭取者聲稱應約有11000人「被代表」。因為入境處對不受寬免政策影響的人士作出拘捕與遣返，所以又產生新的爭議。在此項爭議用程中，多個組織再次投訴入境署再次以快刀亂麻的方式遣反正進行司法覆核的人士，並強迫部分離開香港人簽署切結書答應不再就居留權事宜興訟。
終審法院於2002年1月10日於吳小彤案就有關法律爭議作出裁決，在四比一決定下（除包致金法官給予所有類別宽免資格外），大多數終審法院法官都只擴大宽免給予以下人士（各分類請參考判詞）：
- 早期來港逾時居留直至主權移交，入境處有他們的居港權聲稱記錄，但不納入宽免政策（分類:RA3）
- 在釋法前來港，入境處無他們聲稱記錄，但收到法律援助署通知不必急於提出司法程序者（分類:RA11）
- 在釋法前來港，入境處無他們聲稱記錄，但保安局或特首有就他們的居港權聲稱作書面回覆者（分類:RA13）

政府接受並執行這個結果，全国人大常委会亦沒有評論此案。

### 釋法後的立法
全国人大常委会解释基本法並沒有把違憲的入境條例部分還原。政府選擇不依照判決的入境條例實施既有的居港權證明書，等待全国人大常委会解释基本法後再修改法例，令居港權證明書依據全国人大常委会解释基本法的「思維」才予以實施。
時任保安局局長葉劉淑儀於1999年7月向立法會預告，將就入境條例提出修訂，內容如下：
- 改變有關非婚生子女之條文，使非婚生子女同樣核實為香港永久居民
- 依據全国人大常委会解释基本法，規定只有在出生時父或母為永久居民，方可依基本法第24條第二款第3項核實為香港永久居民
- 「居留權」一詞於1987年7月1日才被立法，在此並無人在1987年前已經得到居港權或已成為香港永久居民，因此造成1987年前香港以外出生而父母為「香港人」的人士反而不能成為香港永久居民，明顯過於嚴厲；在此造成過去立法的失誤，給予糾正。

1999年7月16日立法會投票通過相關決議案（該議會連日舉行，所以正式文件視為7月14日的決議）。
於1999年2月，入境處決定驅逐劉港榕等十七人，他們都是釋法前被確定為能依基本法擁有香港永久居民身份之人士，而且並未被納入上述宽免政策。劉港榕等人質疑入境處驅逐他們的法源並提出司法覆核，而其中較為複雜的情況是，全国人大常委会在此法律爭議中途作出釋法，使法院其後必須依從，而審理此案的高等法院上訴庭，因為其判決是於全国人大常委会解释基本法前所作（6月11日），所以並無考慮全国人大常委会解释基本法之理據。
在無全国人大常委会解释基本法之理據下，上訴庭指出入境處根本從來沒有法實施居港權證明書讓有關人士核實其居港權資格，因此驅逐令的基礎並不成立，且簽發人身保護令狀。在向終審法院途中，入境處向終審法院保證不拘捕不驅逐這十七名人士，只對有關的驅逐令提出宣示性的法律爭議。終審法院最終的判決為：
- 一致承認全国人大對基本法的解釋
- 大比數決定確定驅逐令合法，並解除人身保護令狀
- 入境處處長必需遵守對十七名興訟人不拘捕不驅逐的保證

全国人大常委会解释基本法是整個爭論的轉折點，在無證兒童與分離家庭眼中，他們的來港與團聚的「權利」一日之間就消失，而且製造很多不公平的情況，被迫使用上述各種例外與酌情手法，都未能解決全国人大常委会解释基本法後的社會兩極化，類似「新移民呃綜援」等喧染性的論述也常見於各傳媒。

### 後續發展
2000年6月，大批聲稱擁有居港權的大陸人下午在香港終審法院靜座，但到凌晨因避雨轉去政府總部靜座留守，唯警方在早上6時45分宣佈清場，並首次使用胡椒噴霧及揮拳驅散他們，其後將不願離開的人逐一抬上車。雖然泛民主派批評警方濫用暴力，但葉劉淑儀一再強調使用胡椒噴霧是最人道的方法。
後來，他們繼續挑戰香港政府，並在離立法會大樓不遠的遮打花園靜坐抗議達三年之久。期間，他們在遮打花園露宿，被反對他們的人指責為破壞中環（香港的金融區）的市容，而且在未經許可下在遮打花園靜坐抗議和做剛剛提到的事情等同擅自佔用公眾場所，觸犯了《公安條例》。可是政府或警方遲遲未有行動。
2000年8月2日，大批聲稱擁有居港權的中國大陸人帶著易燃液體和打火機到入境事務大樓要求與官員見面，並威脅自焚，期間情況失控並發生火警，事件中高級入境事務主任梁錦光及爭取居港權人士林小星被燒死。事後葉劉淑儀一再以強硬姿態表示香港是法治社會，所有人必須以合法程序申請來香港，政府和警方絕不容許任何人做出罔顧法治的行為。
2002年2月首被告施君龍被判謀殺及縱火罪名成立，判處終身監禁，另外6人彭漢坤、傅模、林興鑾、楊義坪、楊義炎及周洪川則因誤殺及縱火罪判監12至13年。7人其後上訴，當中施君龍的謀殺罪被上訴庭改判誤殺罪，判監14年。7人再上訴至香港終審法院，7名被告獲撤銷所有控罪，發還高等法院重審。2005年6月16日，施君龍等人在高等法院承認基於嚴重疏忽誤殺梁錦光和林小星，施被判入獄8年，其餘6名被告判囚7年4個月；至於縱火罪則不予起訴。
2001年8月22日，幾名爭取居留權人士在北角晚膳時，遭鄰桌之食客用刀襲擊，令致到一死一傷，死者為24歲蔡秉鴻，傷者為30歲蔡永樂。
2002年5月，大批聲稱擁有居港權、一直在遮打花園靜坐抗議的大陸人在立法會大樓外一度包圍葉劉淑儀的座駕，並不斷用力拍打車窗玻璃。她拒絕接收請願信。隨後近300名警務人員在遮打花園清場，並以非法集會和擅自佔用公眾場所罪名拘捕了部分大陸人；警方亦以阻差辦公罪名拘捕了幾名記者。其後葉劉淑儀一再強調香港是法治社會，所有人必須以合法程序申請來香港。
雖然那批聲稱擁有居港權的中國大陸人一直都有來香港示威遊行；而爭取子女居港權的家長為求家庭團聚一直沒有放棄爭取子女居港權，但沒有像之前幾次那樣做出一些違法的行為，居港權爭議亦漸漸平息。
維基解密披露的美國外交電文指出，於第一次釋法後，終審法院五名常任法官曾考慮集體辭職抗議。最終因憂慮新委任的法官可能能力不足或缺乏獨立性而沒有實行。

## 莊豐源案與談雅然案
1999年7月16日，立法會通過決議案修改《入境條例》，確定在香港出生的中國公民成為香港永久居民定義如下：
- 在1997年7月1日之前在香港出生的中國公民
- 在1997年7月1日當日或以後在香港出生的中國公民，而其父或母在其出生時或其後已在香港定居或擁有香港居留權[42]

莊豐源在1997年9月29日香港出生，不屬於《入境條例》（不論何時的版本）定義下的香港永久居民，但他被祖父代表下聲稱依基本法第24條第2款第1項，得到香港永久居民身分，只是被《入境條例》違憲地阻欄。

### 合憲性審查
依法院核實，特區籌委會在1996年8月10日通過有關《基本法》第二十四條（二）的意見，並得到全國人大常委會於1997年3月14日備案。香港主權移交後，政府修改《入境條例》，並套用特區籌委會之意見，規定父母或其中一方必須為香港居民或香港永久居民，其在香港出生的子女才可享有居港權。
就此，部分沒有香港居留權的中国籍人士在香港誕下子女，與及父母為香港永久居民但在中國領養的養子女，都經其父母聲稱依基本法有居留權並提出司法覆核。此類法律爭議以莊豐源案為代表。
入境處處長在律師代表下接受以下法律觀點：
- 全国人大並無對基本法第24條第2款第1項作出具約束力的解釋
- 特區籌委會的意見對法院解釋基本法並無約束力

在審訊中終審法院在解釋基本法中「在香港出生的中國公民」依照「立法原意」為主要解釋方法，但「立法原意」需以字面表達出來的原意，而不是立法者的原意。終審法院裁定立法原意為「不論父母是誰，只要任何在香港出生的中國公民都依基本法24條是香港永久性居民」，並無歧義。此案於2001年7月20日終審，莊豐源勝訴（FACV000026/2000）。
政府沒有就此審訊向全國人大常委會提出釋法要求，但全国人民代表大会常务委员会法制工作委员会卻作出聲明，指「香港特區終審法院七月二十日對莊豐源案的判決，與全國人大常委會的有關解釋不盡一致，我們對此表示關注。」。但是法工委並未進一步解譯其「不盡一致」之意思為何。
同日終審法院在解釋基本法中「所生」一詞時亦依字面的自然解釋，即是不包括領養。入境處聲稱，會依個別情況對父母皆是香港永久公民的領養子女酌情處理，並於2001年7月27日容許談雅然無條件居留。

### 審訊前後的政府與社會認知
社會對莊豐源案的主流焦點在於會否出現赴港產子潮，而對於談雅然案的主流焦點在對領養制度應如何被理順。
為了方便審訊莊豐源案與及讓與訟雙方了解對方的論點，終審法院要求入境處處長提交事實基礎，以便判斷證明會否出現赴港產子潮。根據入境處處長給予法院參考的數字，由1997年7月1日至2001年1月31日，有1991名中國籍嬰兒在香港出生而父母皆不是香港永久居民。入境處處長向終審法院法官表示，若接受類似莊豐源的案例為香港永久居民，並無證據顯示將會出現赴港產子潮。
就入境處處長向終審法院表示無證據顯示會否出現赴港產子潮一點，多家傳媒（包括星島日報）報導態度與法院甚至與政府公報口徑大為不同，即是好像是法院反駁了入境處處長的觀點確定無此證據，而不是法院依據入境處處長的觀點確定無此證據。這些廣泛的報導都影響大眾對此案的認知。

### 自由行政策後的赴港產子潮
莊豐源的例子與吳嘉玲及談雅然等例子亦大為不同。吳嘉玲與談雅然都是為了實現在香港家庭團聚而作出法律行動，但莊豐源並不涉及家庭團聚的情況，社會大致上沒有聲音支持他們（不包括單純支持司法獨立的法律界人士），而他們亦無產生類似居港權家長會的自助組織。
雖然當時入境處處長向終審法院表示無證據顯示會出現孕婦產子潮，但之後形勢有所變化。自2002年起，中國大陸孕婦來港產下嬰兒數目不斷增加的現象漸被留意。
| 年份 | 大陸孕婦產子 | 父親非港人 | 父親為港人 | 註解   |
| ---- | ------------ | ---------- | ---------- | ------ |
| 2001 | 7810         | 620        | 7190       |        |
| 2002 | 8506         | 1250       | 7246       |        |
| 2003 | 10128        | 2070       | 8058       | 自由行 |
| 2004 | 13209        | 4102       | 9107       |        |
| 2005 | 19538        | 9273       | 10265      |        |
| 2006 | 25482        | 16044      | 9438       |        |
| 2007 | 26805        | 18816      | 7989       |        |
| 2008 | 32497        | 25269      | 7228       |        |
| 2009 | 35979        | 29766      | 6213       |        |
| 2010 | 38822        | 32653      | 6169       |        |

因為劉港榕案政府勝訴（見釋法後的立法），所以同時間丈夫為港人而非港人孕婦亦影響婦產科床位不足。
至於同期非法入境的中國大陸孕婦，2005年為45名，2006年為37名，可見得多數中國大陸孕婦是合法入境來港。產子嬰兒數目急升的原因一般被歸咎為中國大陸更嚴格執行一孩政策，香港莊豐源案的判決，與及2003年中國逐步推出香港自由行，導致孕婦自由行來香港。
在2005年以後，有部分中國大陸孕婦在香港醫院拖欠住院費，來港前沒有帶來清楚的產前檢查報告，加上佔用本地醫院婦產科比例大幅增加，另外亦有個別情況是孕婦自行出院，留下嬰兒在香港。由於醫療工作量增加，與及床位與資源的耗用，都影響到本地孕婦的權益，令不少本地孕婦擔心不能享有原有的產子醫療服務，其中個一個由本地孕婦組成的網上組織的名為「爭取本港孕婦權益大行動」。另外，部分本地孕婦所持意見有所不同，主張擴大醫療資源而不是加價。
就此，曾任律政司司長的梁愛詩提議修改《基本法》、尋求人大釋法或由香港法院以新案例取代「莊豐源案」的裁決，令父母或其中一方必須為香港居民或香港永久居民的中國公民，其在香港出生的子女才可享有居港權。香港政府並未採納以上觀點，只採用增加住院費和限制入境的方法來保障本地孕婦能享有應有的醫療和產子服務。後來終審法院法官李國能被問及「翻案」時回應：「假如法官現在解釋（法律條文）為A，但因有過多不便等問題而改為B，這並不是法治社會的精神。」。

### 針對非香港孕婦措施
政府於2007年公布有關增加住院費與及限制入境方法包括：
- 入境處禁止看似是懷孕超過28周而未有前事預約醫院的中國公民於陸路入境，衛生署派駐醫生及護士協助。
- 醫院管理局制定預約制度與指標，要求各公立醫院只同時處理1.2萬位非香港居民孕婦，而香港居民孕婦不設上限
- 醫院管理局提高公立醫院非香港居民孕婦最低收費，已預約為3.9萬港元，未預約為4.4萬港元（後來加至4.8萬港元），未包括住院費與手術費。

在此之前，醫院管理局對非香港居民孕婦收費，單是每天住院費已是3300元，三日兩夜收費最少20000元，那時已經收回成本。換句話說，醫院管理局的新收費並非單純為收回成本，而是旨在減少非香港居民孕婦前來公立醫院的意欲。
然而，這些措施也同時影響到中港家庭，特別是母親沒有香港居留權而父親有的家庭，他們與莊豐源的例子截然不同，因為在香港產子的中國大陸孕婦，有八成都是其丈夫為香港永久居民。「準來港婦女關注組」要求政府取消對他們的歧視。

### 香港人身分危機
香港傳媒指中國大陸孕婦到香港分娩，以騙取綜援，其主張為這些嬰兒是香港永久居民，可以立即享用香港社會福利與及其他資源，包括綜合社會保障援助（綜援）、教育開支與其他基礎建設，加大政府財政壓力，並且會轉嫁到納稅人（尢其是中產階級）身上。2007年5月，香港浸會大學社會系副教授梁漢柱指出，不少相關報導所用的數字都是以偏概全或甚至「創作」的，忽視有關子女並不是天生就是低水平或低學習能力，而是客觀因素使他們身處中港分裂家庭，處於客觀上結構性困難的成長過程。他進一步指出把這些結構性困難歸納為「個人問題」，是對人本身的不尊重。有關的標題包括：
- 司法種人禍綜援敗身家（《太陽報》評論）
- 人口問題變計時炸彈湧港內地產婦飆18倍（《頭條日報》）
- 內地孕婦港生子福利無底洞（《香港經濟日報社論》）

政府的人口政策正正是偏重控制流入人口的水平，包括「專才」與「投資移民」。人口政策支援小組召集人黃紹倫指出：中國大陸孕婦來港產子對香港的行政和醫療系統構成一定壓力，而且會帶來很多不穩定及無法估計的因素，皆因現時無法掌握這批嬰兒將來會否留港發展，因此香港政府很難把有關問題納入香港長遠人口政策上。曾任保安局局長的葉劉淑儀強調任何人都無法估計這批嬰兒將來會有多少留在香港生活，而且當這批嬰兒在香港生活時，在基於人道原則下又不能阻止他們的母親申請來港定居。她的論點意味著任何人都完全無法掌握未來幾年香港的人口增長，令香港政府無法掌握將來如何分配資源在教育、醫療、房屋和福利上，繼而令香港在長遠發展和規劃上處於被動狀態。行政會議召集人梁振英亦曾在《明報》評論中指出解決出生率偏低和人口老化的問題不能單靠中國大陸孕婦來港產子，因世上沒有任何一個已發展國家或地區會用吸引外地孕婦前來產子的方法來增加勞動力。
多次香港居留權爭議所引起的都關乎到香港人身分危機，又或者「香港大陸化」。香港天主教正義和平委員會幹事孔令瑜指出，無論人大釋法，中國孕婦政策，人口政策，新移民政策，其實都是以錢做藉口，以財政壓力製造FUD（向市民的頭腦中注入疑惑與懼怕，使市民誤以為大陸人人來港只有壞處），以錢去堵住中國大陸孕婦，變成認錢不認人的醫療制度與社會風氣，最終仍然在政策領域上進行「香港大陸化」。

## 外傭居港權爭議

### 外傭居港權
2010年底，香港資深大律師李志喜協助3個菲律賓家庭入稟香港高等法院申請司法覆核，要求推翻《入境條例》對於在香港連續工作滿7年的外籍家庭傭工不能因此成為香港永久性居民的限制，認為該條文違反《基本法》第24條。訴訟引起香港社會廣泛關注，因為如果外傭一方勝訴並成為案例，有可能引致大量外傭及其家人取得永久居港權，以及動搖香港當前的外傭政策。
由於被法律援助署聘任的李志喜是公民黨憲制及管治支部副主席，引起一些輿論批評公民黨「禍港」，有民眾組織遊行抗議公民黨。公民黨黨魁梁家傑承認外傭居港權案導致公民黨面對極大民憤。
其中一宗司法覆核於2011年8月22日開審，香港高等法院法官林文瀚於9月30日裁定《入境條例》限制外傭申請居港權的條文違反《基本法》。特區政府及後提出上訴，上訴庭判政府上訴得直。外傭不服判決而上訴至終審法院，終審庭於2013年3月25日作出終審裁決，判外傭敗訴。

### 外傭子女居港權
2014年9月18日，香港終審法院駁回一名菲律賓籍外傭在香港出生的兒子，在香港享有居留權的上訴。居留權的申請人是一名17歲男子，他的母親在1991年從菲律賓以外傭身份申請到香港工作，該外傭在1996年在香港產下該男子。該外傭和她在香港產下的兒子於2006年向入境處申請香港居留權，但入境處在2008年決定不受理他們的居留權申請，兩人其後向香港法院提出司法覆核，但先後被高等法院原訟庭和上訴庭駁回，終審法院於2014年1月決定受理該外傭兒子的上訴申請。終審法院在9月18日指出沒有證據顯示該男子以香港為永久居住地，五名法官一致駁回他申請居港權的上訴。

## 外部連結
- 居港權家長會網頁 （页面存档备份，存于），不活躍
- http://legalref.judiciary.hk/lrs/common/ju/ju_frame.jsp?DIS=34052 （页面存档备份，存于）
- http://legalref.judiciary.hk/lrs/common/ju/ju_frame.jsp?DIS=29377 （页面存档备份，存于）
- 劉港榕及其他人對入境事務處處長（CACV108&109/99）高等法院上訴法庭判案書，英文原文（英文）
- 劉港榕及其他人對入境事務處處長（CACV108&109/99）高等法院上訴法庭判案書，中文譯本（中文）
- 劉港榕及其他人對入境事務處處長（FACV10&11/1999）終審法院判案書，英文原文 （页面存档备份，存于）（英文）
- 劉港榕及其他人對入境事務處處長（FACV10&11/1999）終審法院判案書，中文譯本（中文）
- http://legalref.judiciary.hk/lrs/common/ju/ju_frame.jsp?DIS=22558 （页面存档备份，存于）
- 莊豐源對入境事務處處長（FACVNo.26of2000）終審法院判案書，中文譯本（中文）
- 談雅然、陳偉華、謝曉怡對入境事務處處長（FACVNo.20&21of2000）終審法院判案書，英文原文（英文）
- 談雅然、陳偉華、謝曉怡對入境事務處處長（FACVNo.20&21of2000）終審法院判案書，中文譯本（中文）
- 吳小彤及其他人訴入境事務處處長（FACV1/2001）終審法院判案書，英文原文（英文）
- http://legalref.judiciary.hk/lrs/common/ju/ju_frame.jsp?DIS=27390 （页面存档备份，存于）
- 時序表，由香港天主教正義和平委員會製作